# Ricardo Acevedo Bernal
Ricardo Acevedo Bernal (Bogotá, 4 de mayo de 1867-Roma, 7 de abril de 1930). Pintor y músico colombiano, fue director de la Escuela Nacional de Bellas Artes, profesor de pintura y un reconocido retratista, fotógrafo y compositor musical. Junto con Epifanio Garay, fue uno de los pintores académicos más importantes y reconocidos del país.

## Biografía
Ricardo Acevedo Bernal nació en Bogotá, en los entonces Estados Unidos de Colombia, el 4 de mayo de 1867. Estudió en el Colegio de San Bartolomé y posteriormente en la Escuela Nacional de Bellas Artes de Bogotá. Recibió su primer premio el 20 de julio de 1883 y posteriormente viajó a Nueva York, en donde permaneció ocho años trabajando en diversos talleres de fotografía. Regresó a Colombia en 1898 para dedicarse a la pintura religiosa en diversas iglesias de Bogotá y fue profesor de la Escuela Nacional de Bellas Artes. 
En 1902  viajó a París para estudiar en la Academia Julian. A su regreso obtuvo una medalla en la exposición realizada en Bogotá con motivo del centenario de la independencia. Entre 1911 y 1918 fue director de la Escuela Nacional de Bellas Artes y fundó la pinacoteca del Museo Nacional de Colombia. Fue autor de diversos retratos de personalidades de la historia de Colombia, particularmente de adeptos al Partido Liberal Colombiano. 
Como era común entre los pintores de la época, Acevedo se enfocaba principalmente en pintar lienzos de temática religiosa, histórica y retratos, aunque también pintó algunos paisajes y bodegones. Similarmente, hizo algunos diseños arquitectónicos, particularmente de retablos religiosos y fachadas de algunas iglesias como aquella de la Iglesia del Hospicio de Bogotá. En la década de 1920, guio la formación académica de artistas colombianos como Carolina Cárdenas Núñez o Sergio Trujillo Magnenat.
Durante su vida también destacó como músico y compositor, enfocándose en música folclórica colombiana, especialmente pasillos. Hizo parte de la orquesta de cámara Brahms Verein junto a su amigo Guillermo Uribe Holguín y otros personajes reconocidos de la época como el ingeniero bogotano Alfredo Ortega Díaz.
En 1928 el presidente Miguel Abadía Méndez le realizó un homenaje distinguiéndolo como "Artista Máximo". En 1929 se le nombró cónsul de Colombia en el Reino de Italia, y fue invitado a participar en la Exposición Iberoamericana de Sevilla de ese mismo año. Falleció el 7 de abril de 1930 en Roma. 
El 10 de enero de 1963 se trajeron los restos del pintor y de su esposa, los cuales reposan en la cripta de osarios de la Basílica del Voto Nacional en Bogotá, templo que fue decorado con frescos realizados por el propio artista.

## Obra
Varias obras de su autoría son:
- La niña de la columna (1894)
- Apoteosis de la Virgen del Carmen (1895)
- General Manuel Casabianca (1904)
- Rosa Biester de Acevedo (1905)
- Retrato de Carlos Eugenio Restrepo (1910)
- La Virgen al pie del madero (1915)
- Autorretrato (1916)
- Retrato de Francisco de Paula Santander (1917)
- Retrato de Antonio Nariño (1918)
- Retrato de Simón Bolívar (1920)
- La Batalla de Boyacá (1920)
- Los Padres de la Patria saliendo del Congreso (1922)